# (37558) 1984 SG6
1984 SG6 (asteroide 37558) é um asteroide da cintura principal. Possui uma excentricidade de 0.18269220 e uma inclinação de 12.86866º.
Este asteroide foi descoberto no dia 22 de setembro de 1984 por Henri Debehogne em La Silla.